# سنت مارتینز، نیوبرانزویک
سنت مارتینز، نیوبرانزویک (به انگلیسی: St. Martins, New Brunswick) یک منطقهٔ مسکونی در کانادا است که در نیوبرانزویک واقع شده‌است. سنت مارتینز ۳۸۶ نفر جمعیت دارد.

## نگارخانه

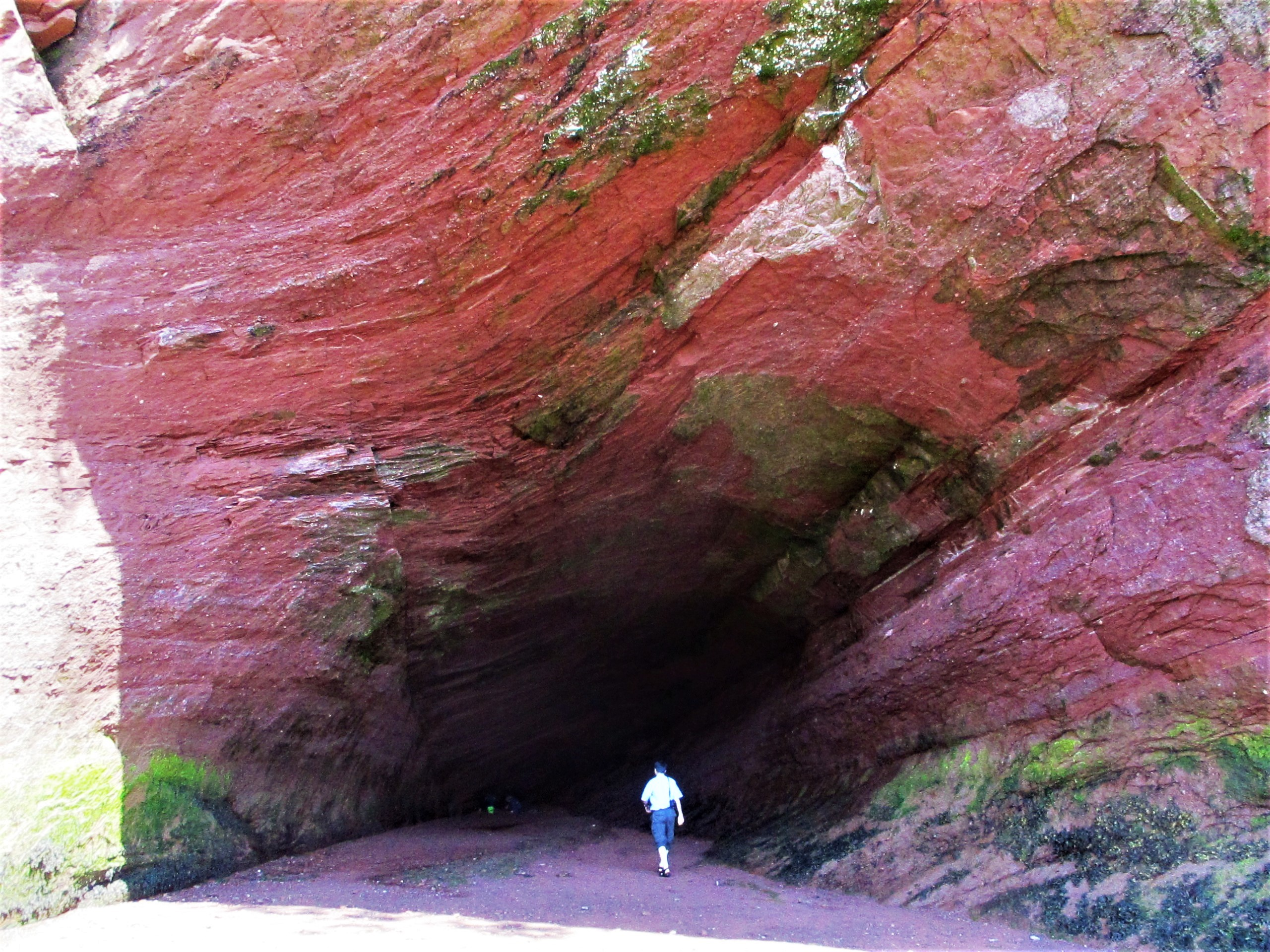
غار دریایی سنت مارتینز